# Canton de Bray-sur-Somme
Le canton de Bray-sur-Somme est un ancien canton français situé dans le département de la Somme et la région Picardie.

## Géographie
Ce canton était organisé autour de Bray-sur-Somme dans l'arrondissement de Péronne. Son altitude variait de 27 m (Sailly-le-Sec) à 123 m (Suzanne) pour une altitude moyenne de 53 m.

## Histoire
De 1833 à 1848, les cantons de Chaulnes et de Bray avaient le même conseiller général. Le nombre de conseillers généraux était limité à 30 par département.

## Représentation

### Conseillers généraux de 1833 à 2015
| Période | Période          | Identité                                       | Étiquette                        | Qualité |
| ------- | ---------------- | ---------------------------------------------- | -------------------------------- | --- |
| 1833    | 1836             | Jean Antoine Vasset                            |                                  | Propriétaire à Herleville, juge de paix à Bray-sur-Somme                                                                                  |
| 1836    | 1848             | Félix Bellator, Comte de Beaumont              |                                  | Ancien officier, propriétaire à Chaulnes et Paris Président du Conseil Général (1849, 1852-1865) Député (1839-1851), Sénateur (1852-1866) |
| 1848    | 1863             | Eugène Jolibois                                |                                  | Avocat, puis magistrat, puis Préfet |
| 1863    | 1867             | Pierre Vulfran Mollet                          |                                  | Manufacturier, adjoint au Maire d'Amiens                                                                                                  |
| 1867    | 1886             | Marie Reimbold, Marquis puis Comte d'Estourmel | Droite                           | Propriétaire à Suzanne Député (1868-1870, 1885-1893)                                                                                      |
| 1886    | 1908 (décès)     | Eugène François                                | Républicain                      | Propriétaire et brasseur Maire de Bray-sur-Somme Député (1893-1902)                                                                       |
| 1908    | 1922 (décès)     | Ernest Choque                                  | Rad.                             | Agriculteur et brasseur Maire de Suzanne (1898-1904 et 1908-1922)                                                                         |
| 1922    | 1925 (décès)     | René Gouge                                     | Républicain                      | Avocat puis avoué Sénateur (1920-1925) |
| 1925    | 1940             | Gaston Bouchend'homme                          | Rad.                             | Agriculteur - Brasseur Maire de Bray-sur-Somme (1919-1935)                                                                                |
|         |                  |                                                |                                  | |
| 1945    | 1958             | Charles Deflandre                              | SFIO                             | Métallurgiste Conseiller municipal de Bray-sur-Somme                                                                                      |
| 1958    | 1961 (démission) | Jean-Claude Bouchend'homme                     | Rad.                             | Vétérinaire Maire de Bray-sur-Somme |
| 1961    | 1988             | Fernand Adriaenssens                           | SFIO puis UDF-PSD                | Agriculteur Maire de Cappy (1944-1983) |
| 1988    | 2001             | Marcel Guyot                                   | RPR                              | Inspecteur Maire de Bray-sur-Somme (1989-2001 et depuis 2008)                                                                             |
| 2001    | 2008             | Daniel Lagache                                 | DVD                              | Pharmacien Maire de Bray-sur-Somme (1982-1999 et 2001-2008)                                                                               |
| 2008    | 2015             | Marcel Guyot                                   | Ind. Groupe Indépendant en Somme | Inspecteur à la direction générale de la concurrence, de la consommation et de la répression des fraudes Maire de Bray-sur-Somme          |

### Conseillers d'arrondissement (de 1833 à 1940)
| Période                                  | Période             | Identité                                  | Étiquette    | Qualité |
| ---------------------------------------- | ------------------- | ----------------------------------------- | ------------ | --- |
| 1833                                     | 1836                | Jean Antoine Désiré Delacourt (1781-1857) |              | Cultivateur, maire de Bray-sur-Somme (1829-1848) |
| 1836                                     | 1848                | Désiré Caignard                           |              | Maire de Suzanne |
|                                          |                     |                                           |              | |
|                                          | 1896 (démission)    | M. Lecocq                                 |              | |
|                                          |                     |                                           |              | |
| 1908                                     | 1919                | Émilien Cozette                           | Radical      | Agriculteur, maire de Bray-sur-Somme (1908-1914) |
| 1919                                     | 1925                | Gaston Grognet                            | RG           | Huissier à Bray-sur-Somme |
| 1925                                     | 1931                | Abner Ledent                              | RG           | Agriculteur, maire de Herbécourt |
| 1931                                     | 1935 (déchu)        | Valentin Salvaudon (1893-1978)            | Conservateur | Agriculteur à Bray-sur-Somme Il fut l'instigateur de violentes manifestations contre la loi sur les Assurances sociales, en 1932, évènements qui eurent un large écho dans la presse nationale. Il a été déclaré en faillite en 1935 alors qu'il était inscrit au registre du commerce comme exploitant de carrière ; cette situation entraîne la déchéance des droits (sources : archives départementales de la Somme) |
| 1935                                     | 1937                | Gaston Grognet                            | RG           | Huissier, maire de Bray-sur-Somme (1935-1938) |
| 1937                                     | 1938 (invalidation) | Roger Objois (1912-1986)                  | PSF          | Agriculteur, propriétaire du château de Méricourt-sur-Somme Election invalidée car M. Objois n'avait pas 25 ans quand il a été élu (il lui manquait six jours) |
| 6 mars 1938                              | 1940                | Albert Dehan                              | SFIO         | Cultivateur à Bray-sur-Somme |
| 1940                                     |                     |                                           |              | Les conseils d'arrondissement ont été suspendus par la loi du 12 octobre 1940 et n'ont jamais été réactivés |
| Les données manquantes sont à compléter. |                     |                                           |              | |

## Composition
Le canton de Bray-sur-Somme regroupait 19 communes et comptait 5 754 habitants (recensement de 1999 sans doubles comptes).
| Communes             | Population (2012) | Code postal | Code Insee |
| -------------------- | ----------------- | ----------- | ---------- |
| Bray-sur-Somme       | 1 316             | 80340       | 80136      |
| Cappy                | 485               | 80340       | 80172      |
| Cerisy               | 387               | 80800       | 80184      |
| Chipilly             | 135               | 80800       | 80192      |
| Chuignolles          | 137               | 80340       | 80195      |
| Éclusier-Vaux        | 69                | 80340       | 80264      |
| Étinehem             | 279               | 80340       | 80295      |
| Frise                | 158               | 80340       | 80367      |
| Herbécourt           | 133               | 80200       | 80430      |
| Méricourt-l'Abbé     | 483               | 80800       | 80530      |
| Méricourt-sur-Somme  | 164               | 80340       | 80532      |
| Morcourt             | 268               | 80340       | 80569      |
| Morlancourt          | 318               | 80300       | 80572      |
| La Neuville-lès-Bray | 260               | 80340       | 80593      |
| Sailly-Laurette      | 266               | 80800       | 80693      |
| Sailly-le-Sec        | 266               | 80800       | 80694      |
| Suzanne              | 151               | 80340       | 80743      |
| Treux                | 244               | 80300       | 80769      |
| Ville-sur-Ancre      | 235               | 80300       | 80807      |

## Démographie
| 1962  | 1968  | 1975  | 1982  | 1990  | 1999  | 2009 |
| ----- | ----- | ----- | ----- | ----- | ----- | ---- |
| 5 095 | 5 404 | 5 207 | 5 284 | 5 555 | 5 754 | -    |